# Naruto (Tokushima)
Pour les articles homonymes, voir Naruto (homonymie).
Naruto (鳴門市, Naruto-shi) est une ville située dans la préfecture de Tokushima, au Japon.

## Géographie

### Situation
La ville de Naruto est située dans le nord-est de la préfecture de Tokushima, sur l'île de Shikoku, au Japon. Face à Awaji-shima, une île de la mer intérieure de Seto à laquelle elle est reliée par le pont Ōnaruto enjambant le détroit de Naruto, la municipalité s'étend sur environ 13,52 km, d'est en ouest, et 19,25 km, du nord au sud. La partie nord-est de la ville de Naruto est constituée de trois îles : Ōge-shima, Shimada-jima et Taka-shima.

### Démographie
Lors du recensement national de 2015, la ville de Naruto comptait 59 101 d'habitants, répartis sur une superficie de 136,66 km2.

## Histoire
La ville de Meinan a été fondée en mars 1947, par la fusion de trois bourgs et un village. Au mois de mai de la même année, elle est rebaptisée Naruto,. En mars 1950, la ville reçoit une visite de l'empereur du Japon : Hirohito. En septembre 1964, à l'occasion de la XVIIIe olympiade de l'ère moderne, organisée par le Japon, la flamme olympique passe par Naruto. En janvier 1967, après l'intégration du bourg voisin d'Ōasa, la population de la ville dépasse les 60 000 habitants. Le pont Ōnaruto, dont la construction a débuté en juillet 1976, est ouvert à la circulation, en juin 1985.

## Transports
La ville de Naruto est desservie par les lignes Kōtoku et Naruto de la JR Shikoku. La gare de Naruto est la principale gare de la ville.

## Patrimoine culturel

### Patrimoine architectural
Deux temples bouddhistes du pèlerinage de Shikoku : le Ryōzen-ji et le Gokuraku-ji sont situés à Naruto.

### Patrimoine naturel
Naruto est célèbre pour un phénomène naturel qui est aussi une attraction touristique : le tourbillon de Naruto.

## Jumelages
La ville de Naruto est jumelée avec les municipalités étrangères de :
- Lunebourg (Allemagne) depuis avril 1974 ;
- Qingdao (Chine) depuis août 1999 ;
- Zhangjiajie (Chine) depuis octobre 2011.

## Symboles municipaux
L'arbre symbole de Naruto est le houx à feuilles entières, sa fleur symbole Hibiscus hamabo (ja) et son oiseau symbole la cigogne blanche du Japon, une espèce animale en danger, classée monument naturel national spécial.